# Dillingen an der Donau
Dillingen an der Donau város Németországban, azon belül Bajorországban. Lakosainak száma 20 070 fő (2023. december 31.). Dillingen an der Donau Dillingen an der Donau járás és Dillingen an der Donau járás községekkel határos.

## Fekvése
Burgautól északkeletre fekvő település.

### Ausdehnung des Gemeindegebietes
| - Dillingen an der Donau (Hauptort) - Donaualtheim (Pfarrdorf) - Fristingen (Pfarrdorf) - Fristinger Mühle (Einöde) - Hausen (Pfarrdorf) - Kicklingen (Pfarrdorf) | - Kicklingermühle (Einöde) - Nordfelderhof (Weiler) - Riedschreinerhof (Einöde) - Schretzheim (Pfarrdorf) - Schwaighof (Einöde) - Steinheim an der Donau (Pfarrdorf) |

## Története

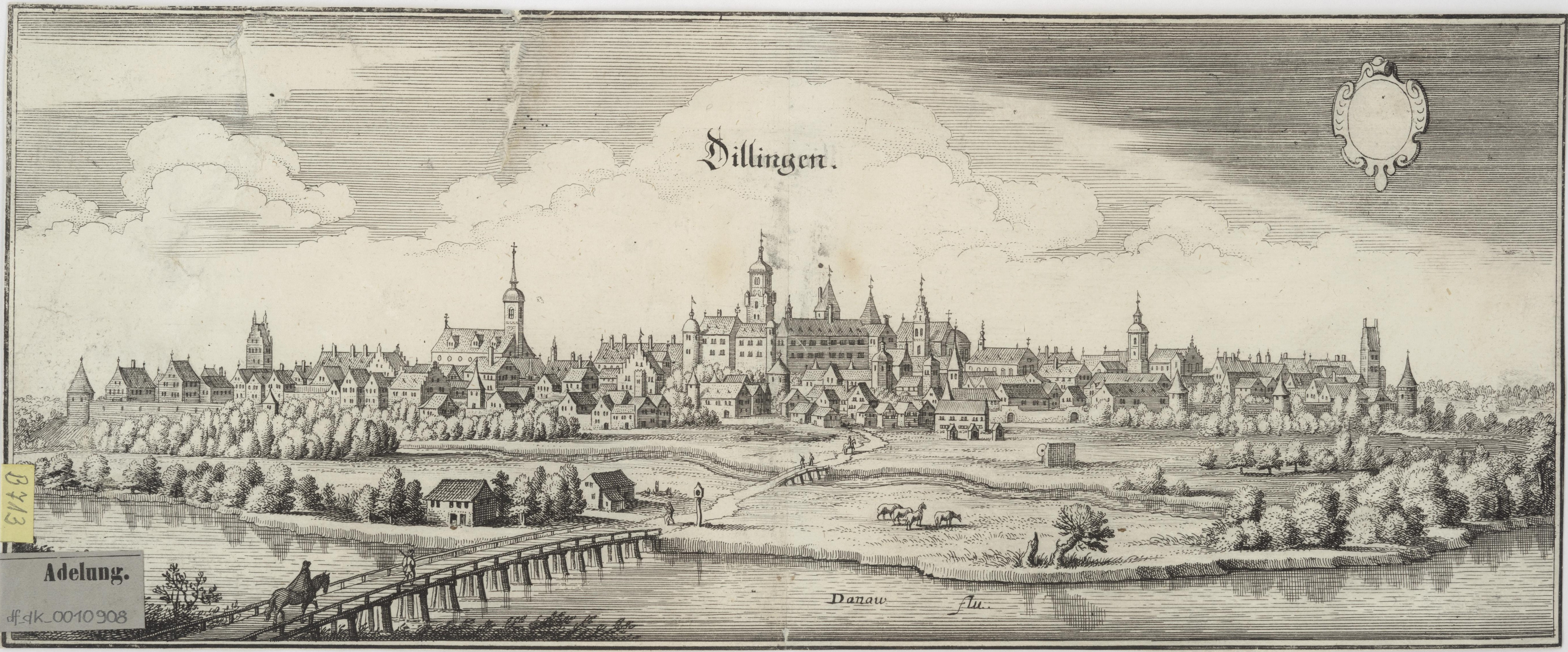

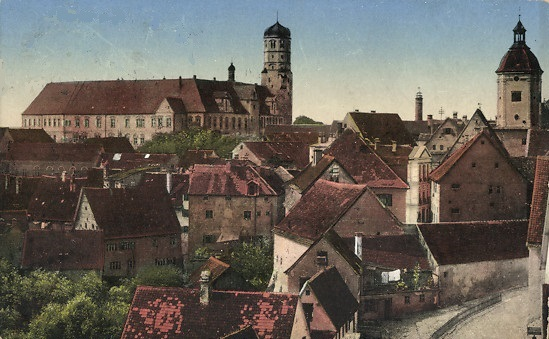

A település a 15-16. századtól augsburg püspöki székhely, majd 1554-től 1804-ig egyetemi város is volt. 1802/03-ban a város a Bajor Választófejedelemség része lett. A középkorias városképet ma is uralja a 3. században épült, egykori püspöki várkastély (Rezidenzsschloss) magas falakra épült reneszánsz tömbje. Az egyetem (1688-1689) rokokó díszterme, az Arany terem (Golderee Saal) 1761-1764 között készült el. Az épületben most a városi könyvtár működik. A szomszédságában álló egykori jezsuita kollégium 1736-1738 között barokk stílusban épült. Érdemes meglátogatni rokokó könyvtártermét is. 1610-1617 között emelték a volt jezsuita egyetemi templomot (Studienkirche Mariä Himmelfahrt). Belsejének díszítése 1750-1765 rokokó stílusban készült.

## Nevezetességek
- Püspöki várkastély
- Egyetemi templom
- Az egyetem díszterme

## Itt születtek, itt éltek
- Adalbero (a grófi Dillingen családból) püspök Augsburg 887-910
- Dietrich von Plieningen (1453-1520),  humanista
- Leonhard Wiedemann (kb 1470-1646) apát
- Heinrich Vogtherr (1490-1556), festő
- Walpurga hausmannin (1510 / 1527-1587), Dillinger boszorkányperek áldozata
- Jerome Agricola Otto (született Bauer) (1571-1627) püspök Brixen
- Christian Keifferer (kb 1575-1636) zeneszerző kolostor Weißenau
- Georg Rösch (1577-1634), segédpüspök Eichstatt
- Leonhard Hága (1589-1635), festő és rajzoló
- Matthias Eyrl a Eyersperg (1614-168) polgármestere, Wiener Neustadt
- Henry Roth (1620-1668), a misszionárius Indiában
- Heinrich Scherer (1628-1704) geográfus, matematikus
- Athanasius Dillingen (1635-1714), született John HOFACKER
- Johann Adam Swarcz (1730-1767), az első könyv nyomtató Ecuador
- Sebastian Ferenc Braunn (1762-1842) bajor altábornagy
- Wilhelm Bauer (1822-1875), a (német) tengeralattjáró feltalálója
- Max Joseph Oertel (1835-1897), egyetemi tanár és az orvostudomány úttörője
- Hugo Freiherr von Habermann (1849-1929), festő
- Thessa Gradl (1867-1914), szoprán
- Hannes Messemer (1924-1991), színész
- Heinz Butz (született 1925), festő és rajzoló, a Müncheni Képzőművészeti Akadémia professzora
- Niklas Holzberg (* 1946), filológus
- Anselm Kampik (* 1949), szemész professzor a müncheni és würzburgi
- Wolfgang Öxler (* 1957), bencés, a St. Ottilien hetedik apátja
- Heinrich Wangnereck (1595-1664), jezsuita teológus
- Matthias Wolcker (1704-1742), festő
- Heinz Piontek (1925-2003), író
- Peter Rummel (1927-2014), katolikus egyház történész
- Erich Pawlu (* 1934), író

## Galéria

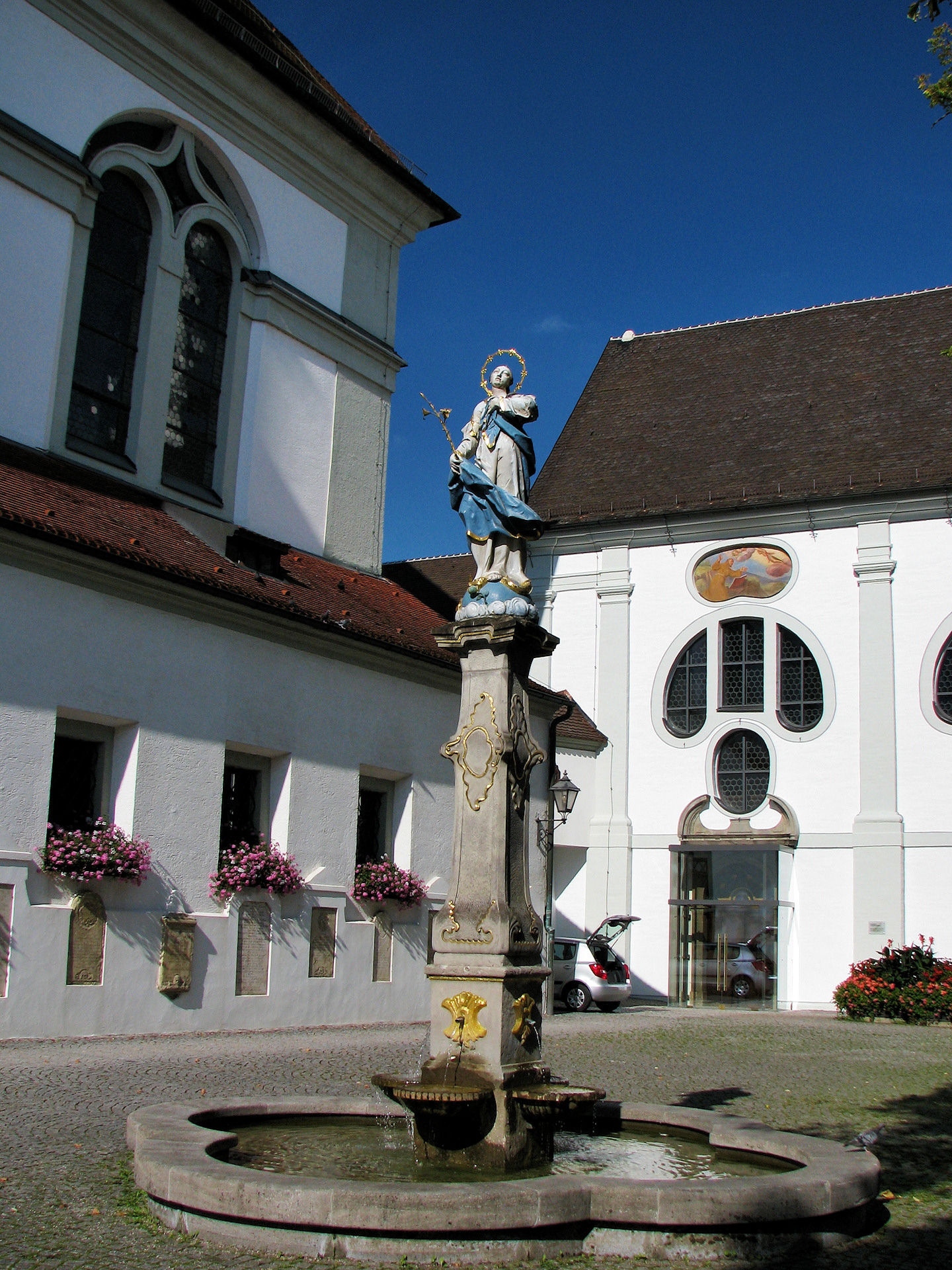
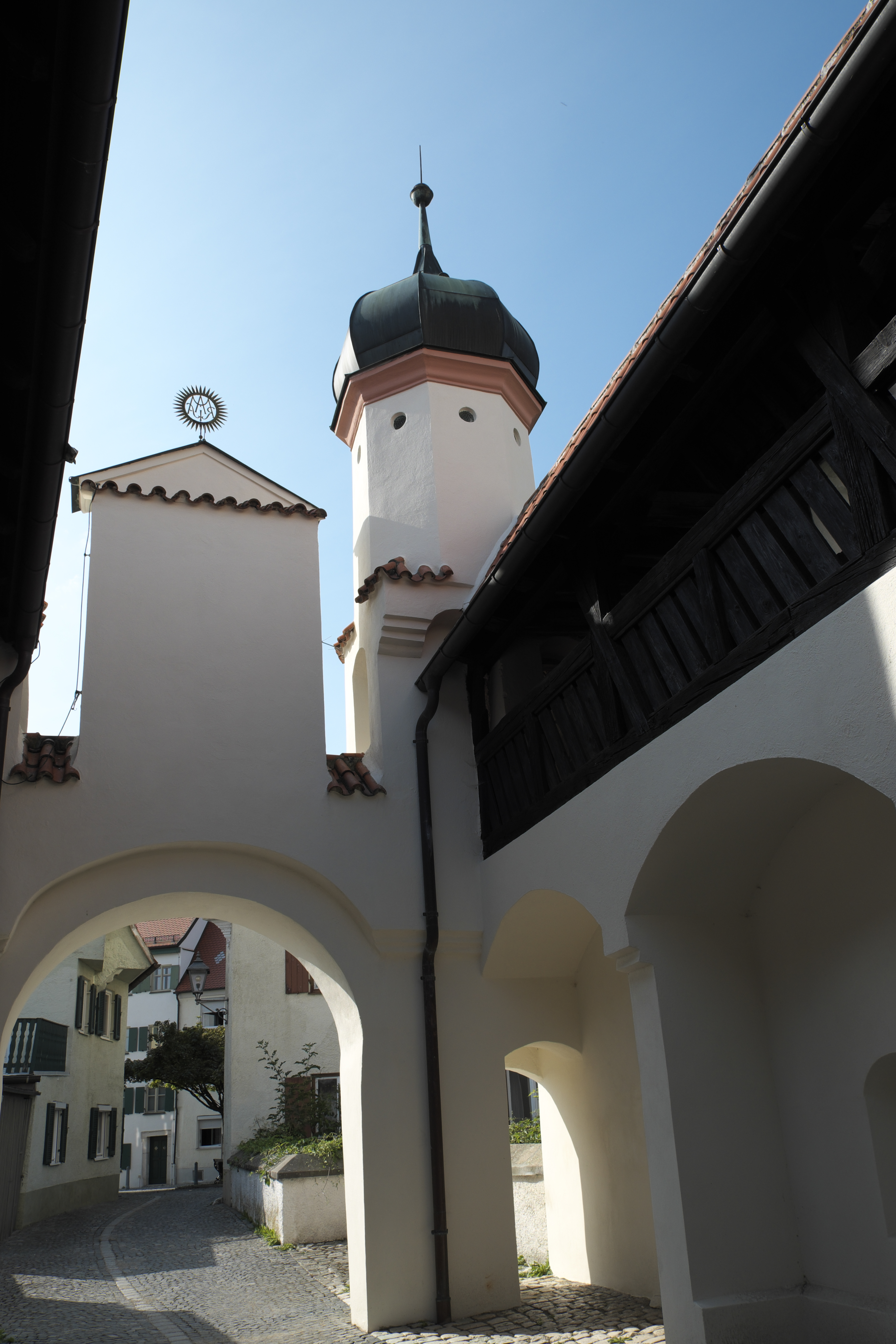
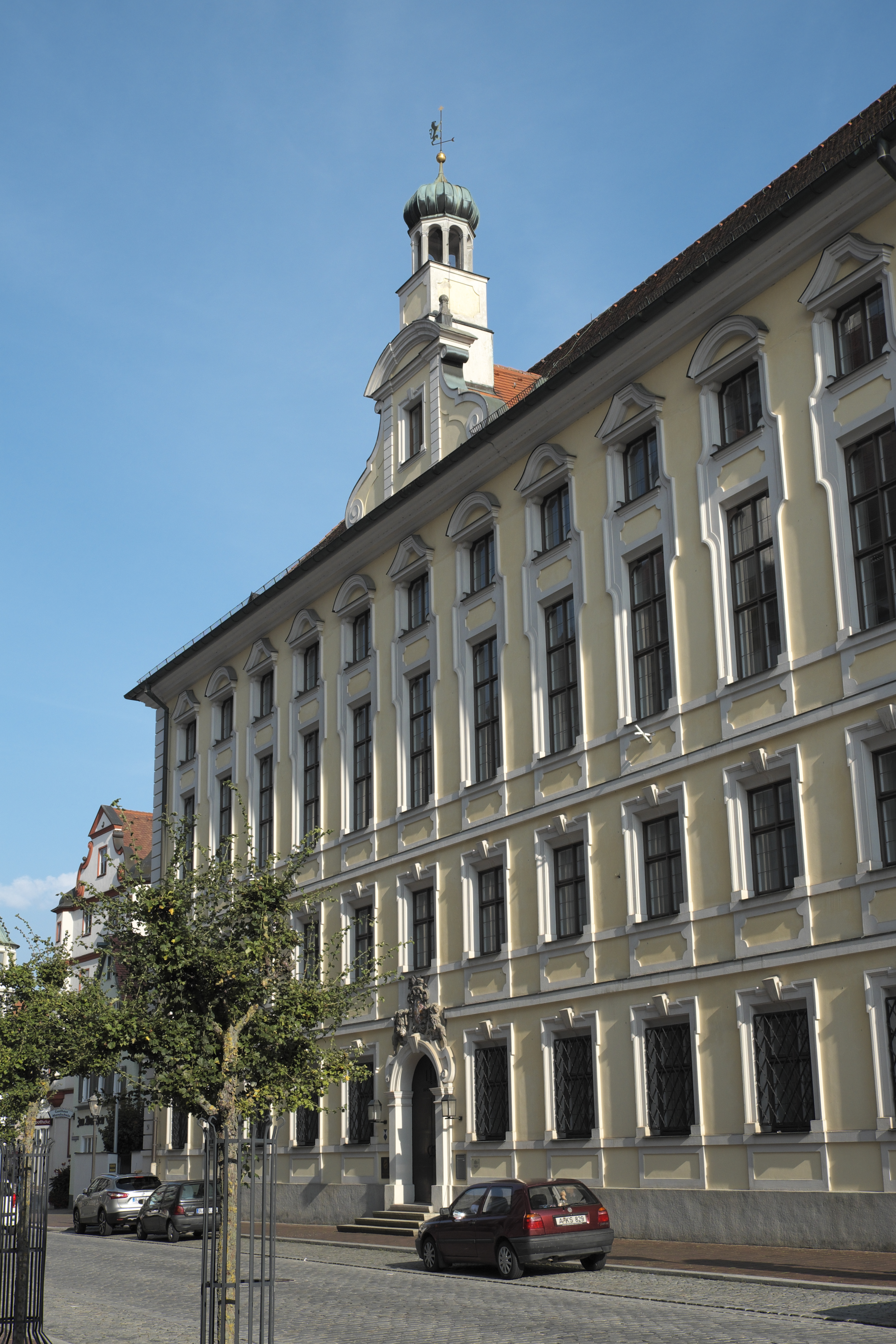
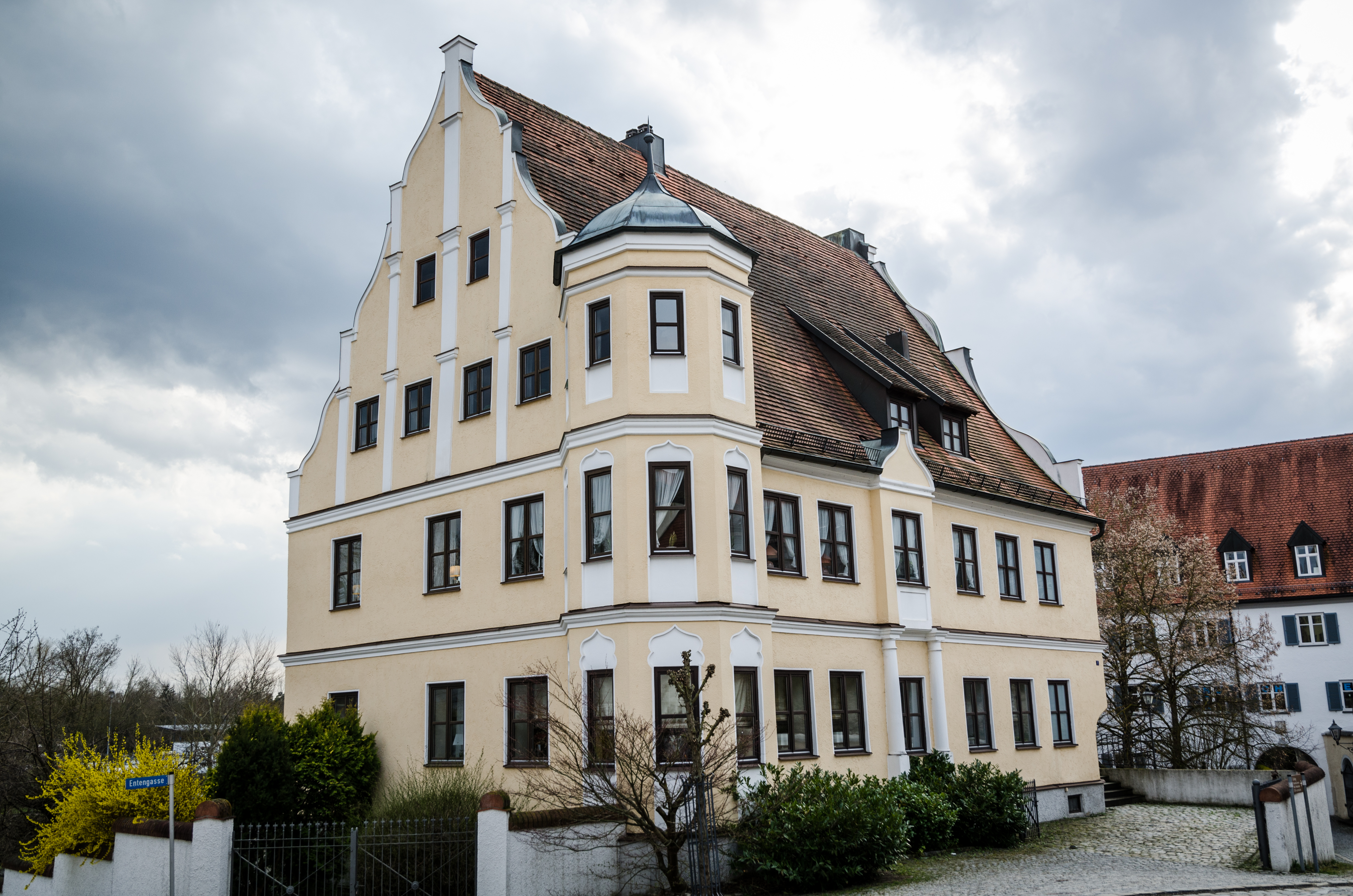
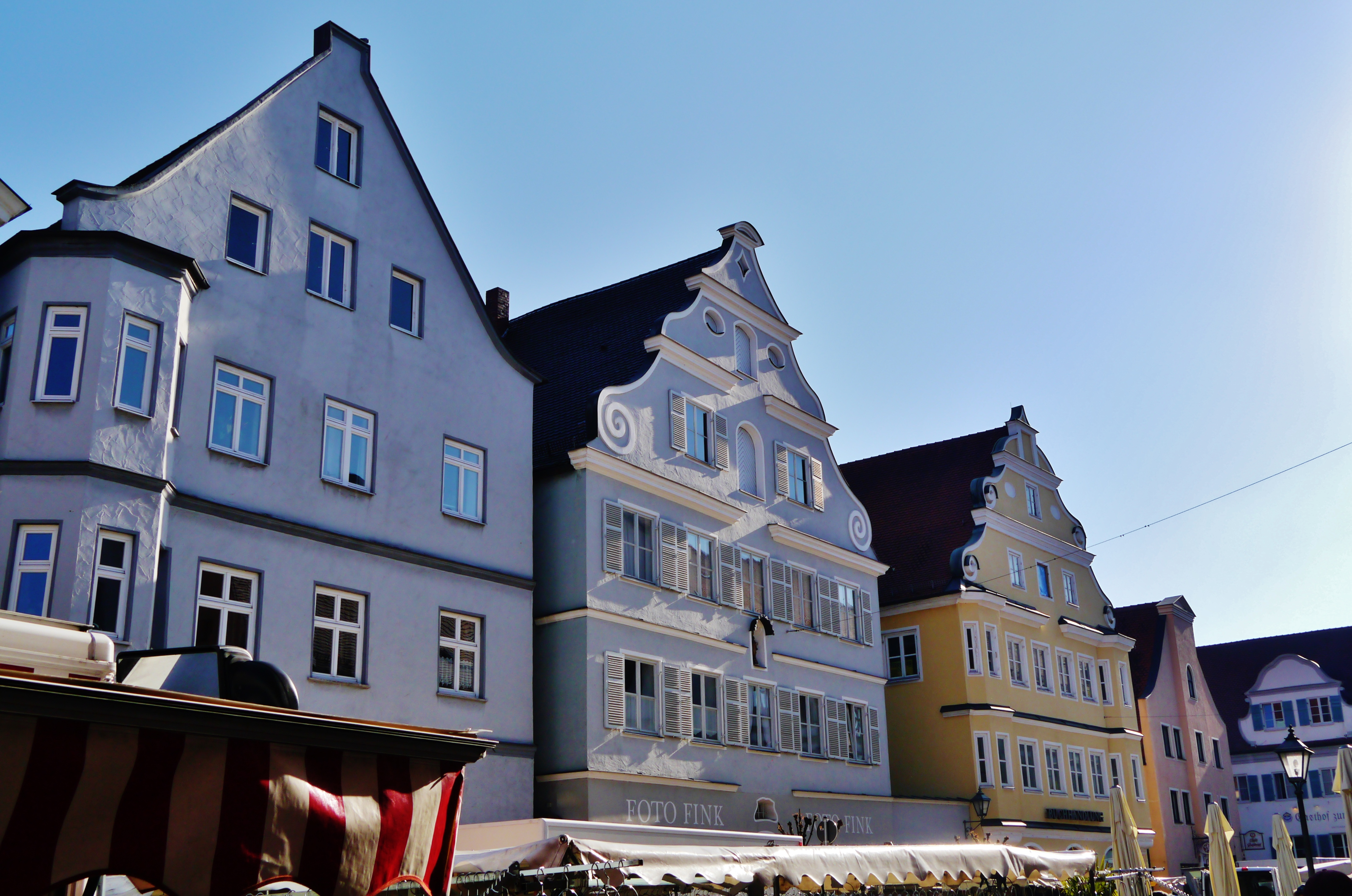
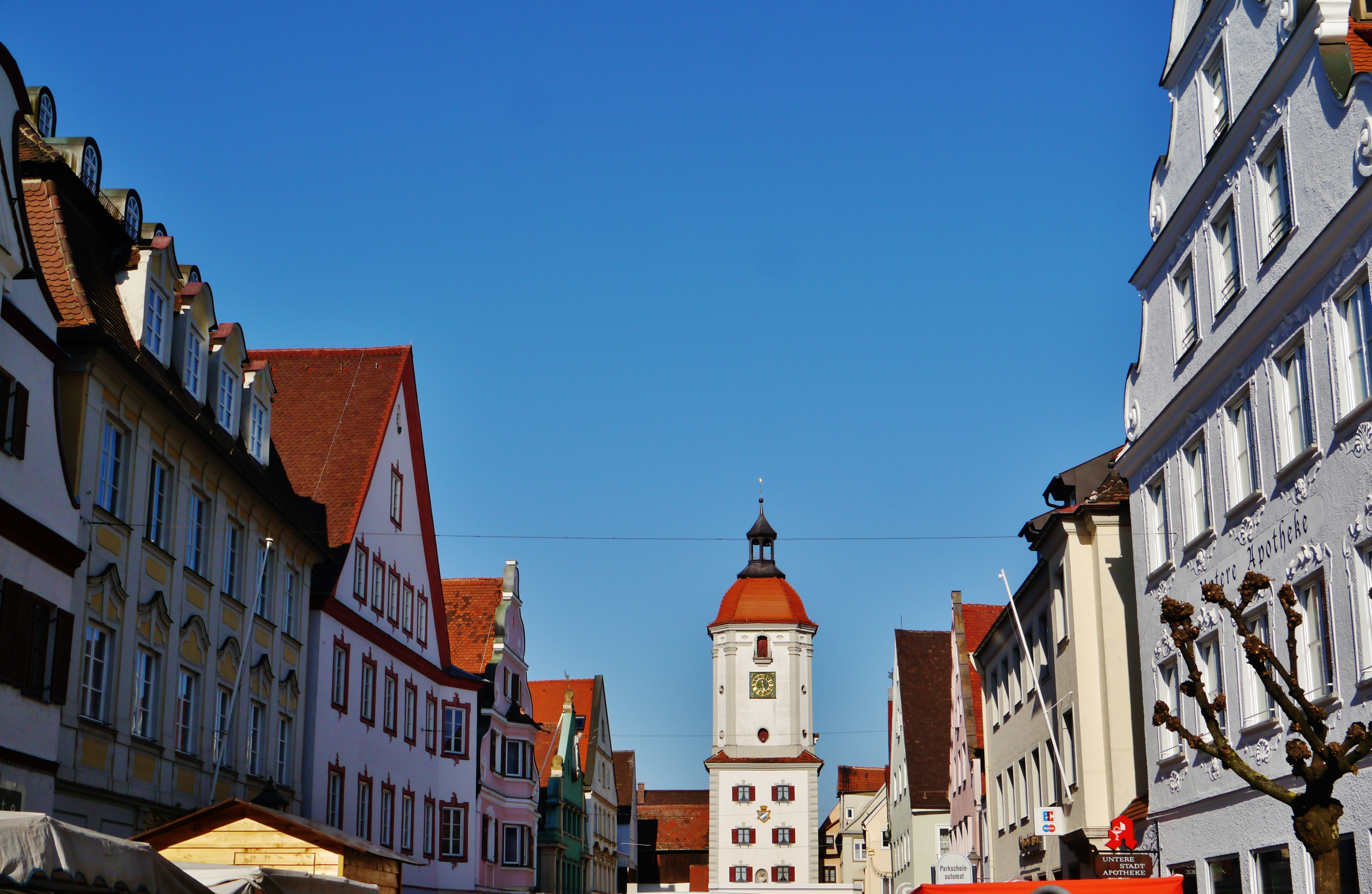
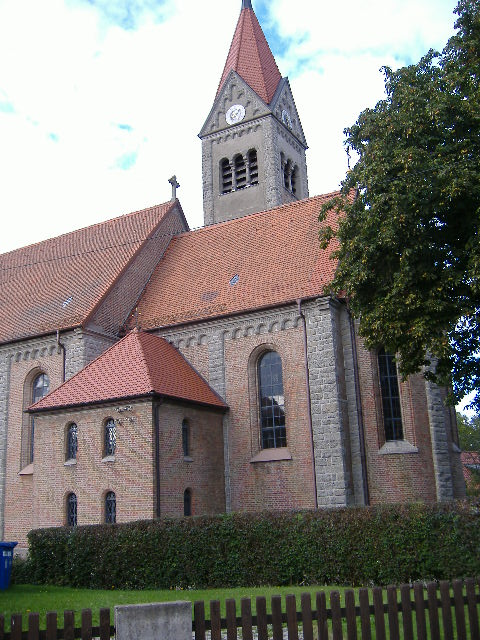
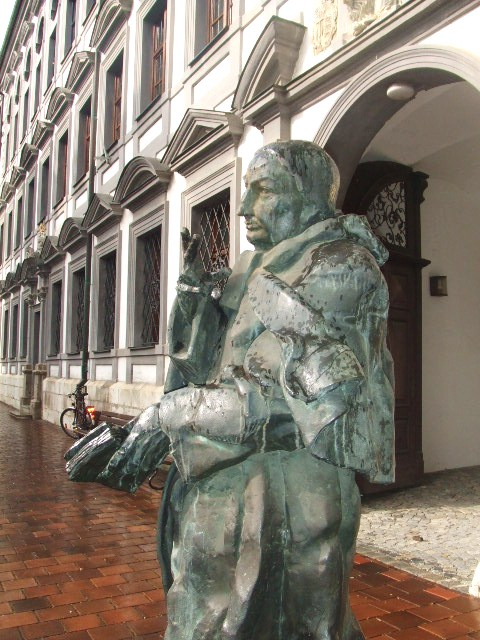
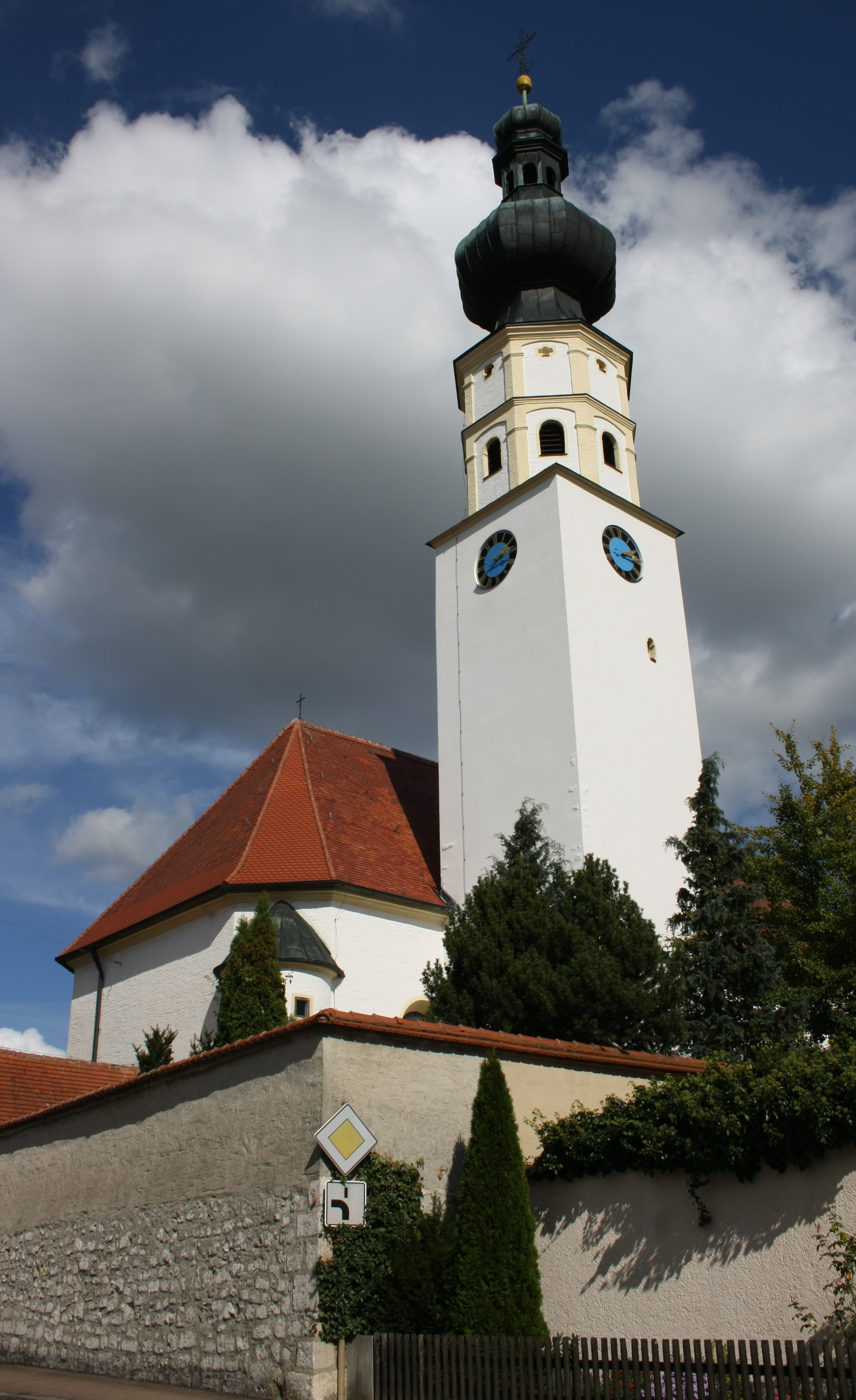
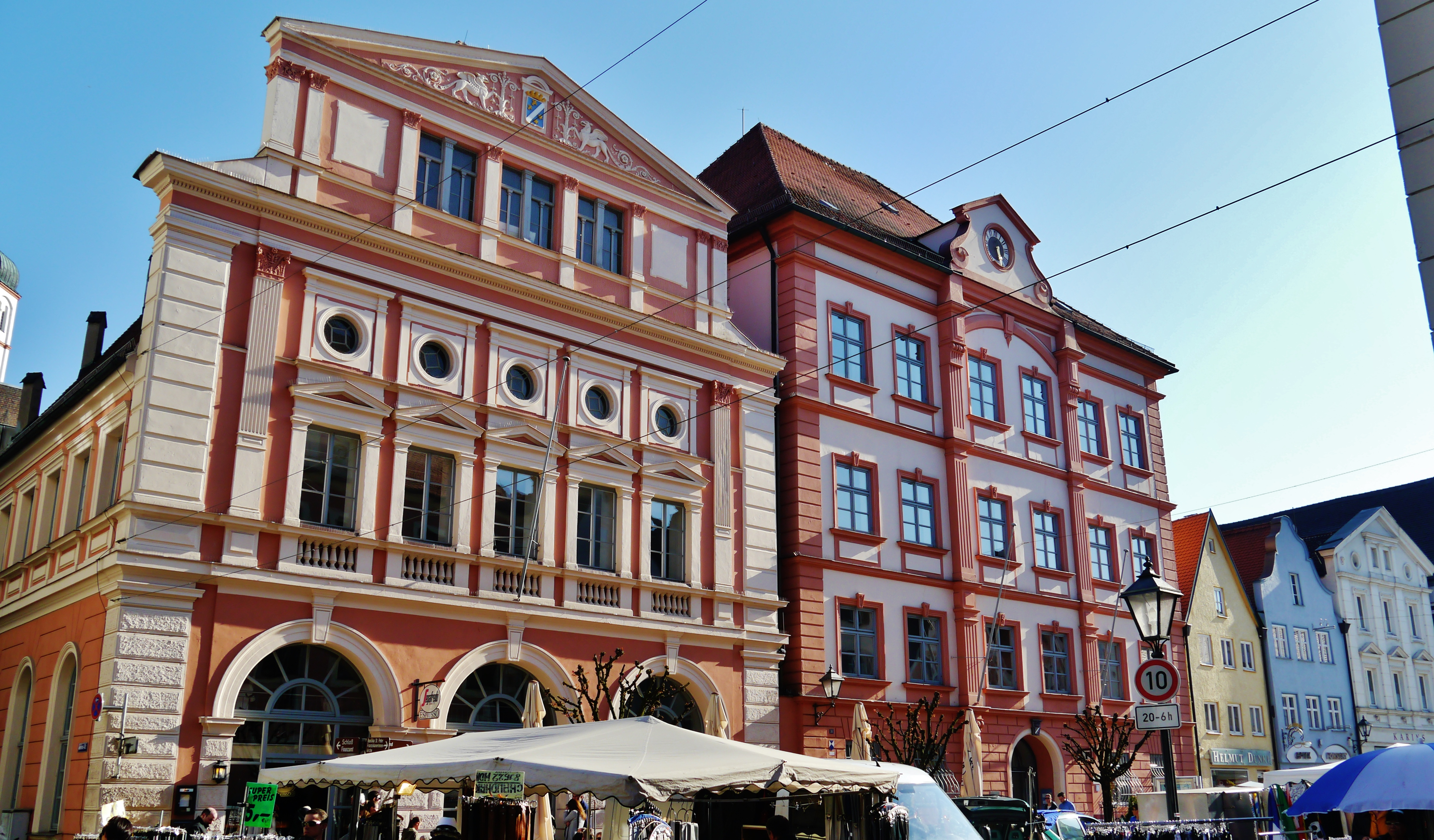
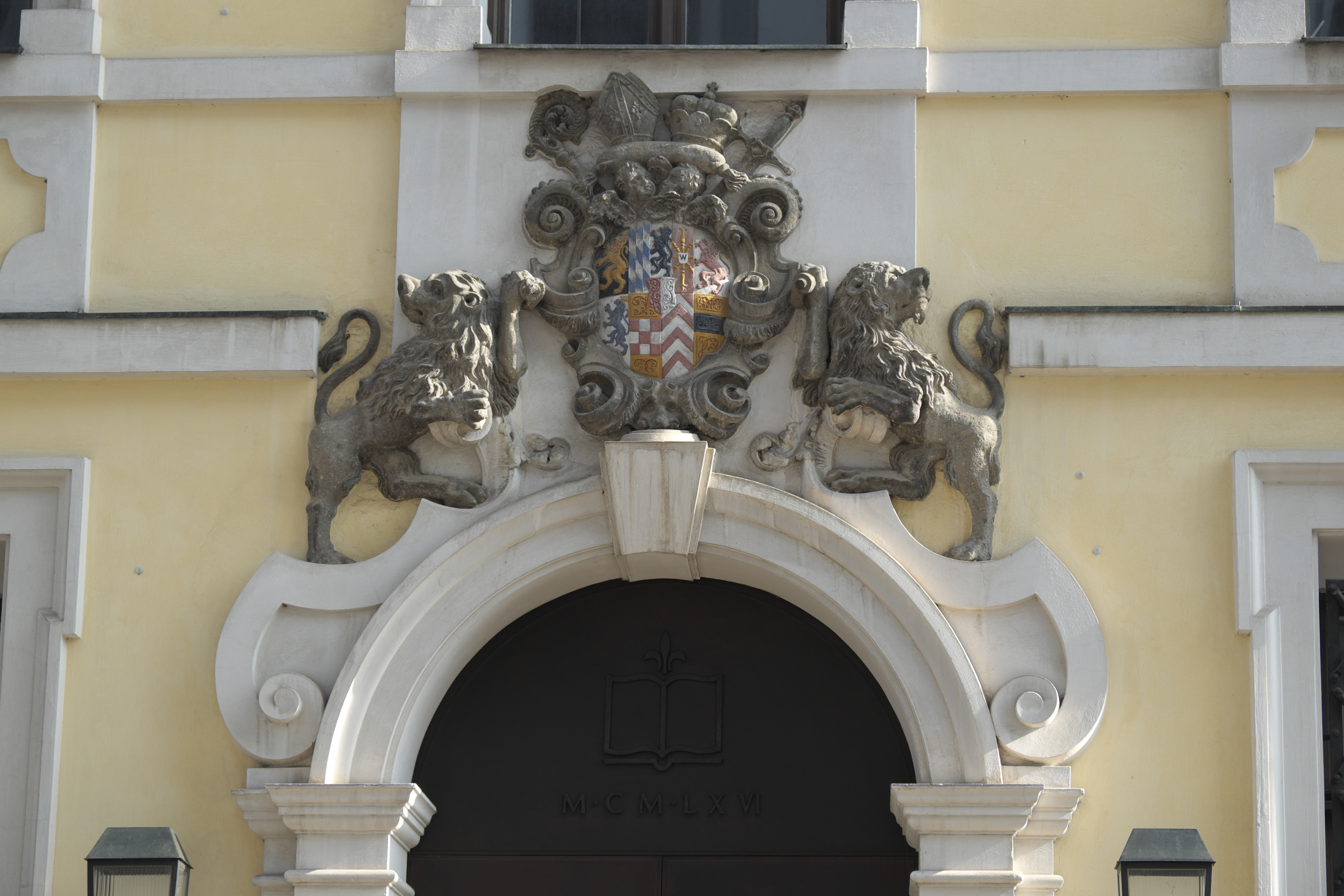
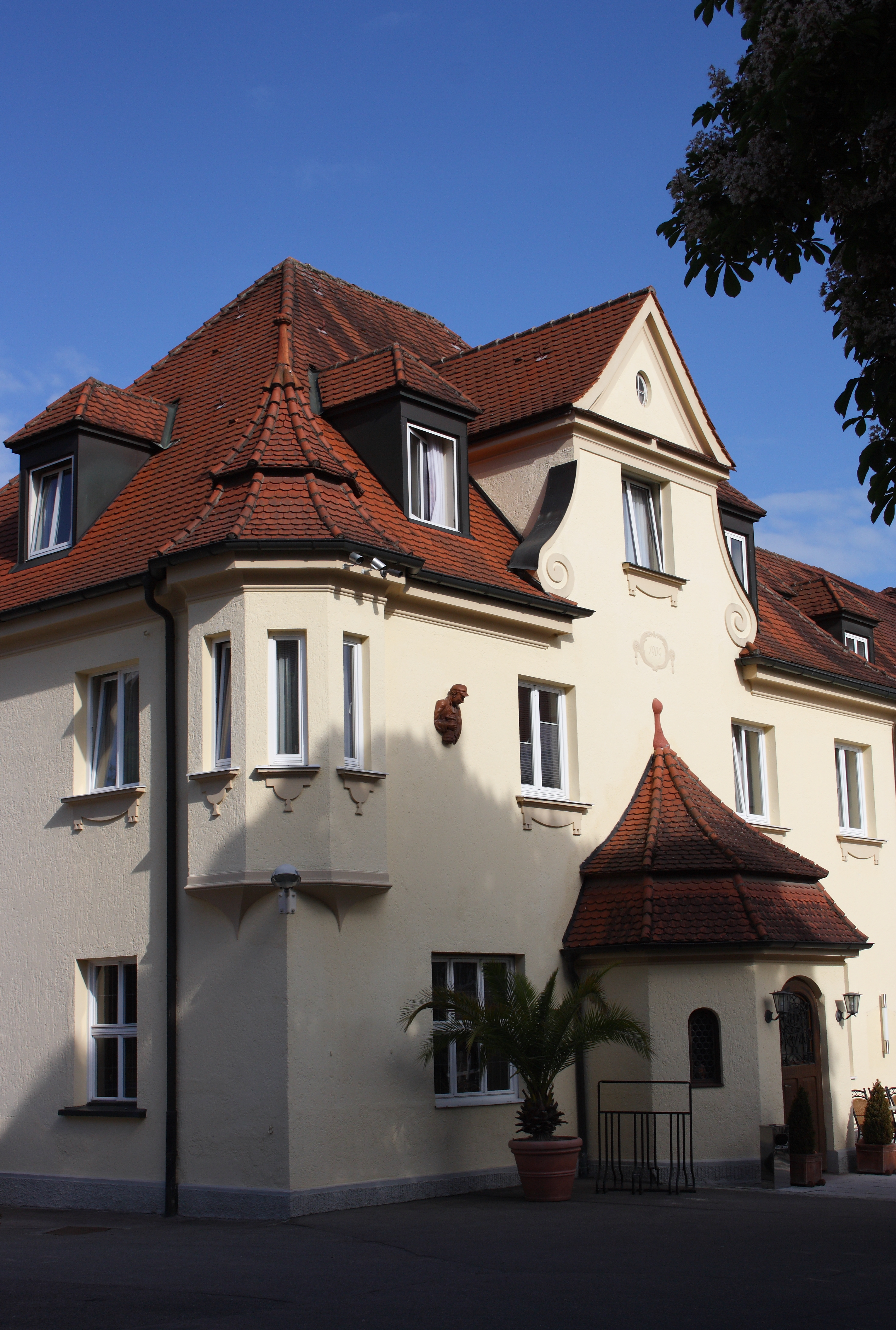
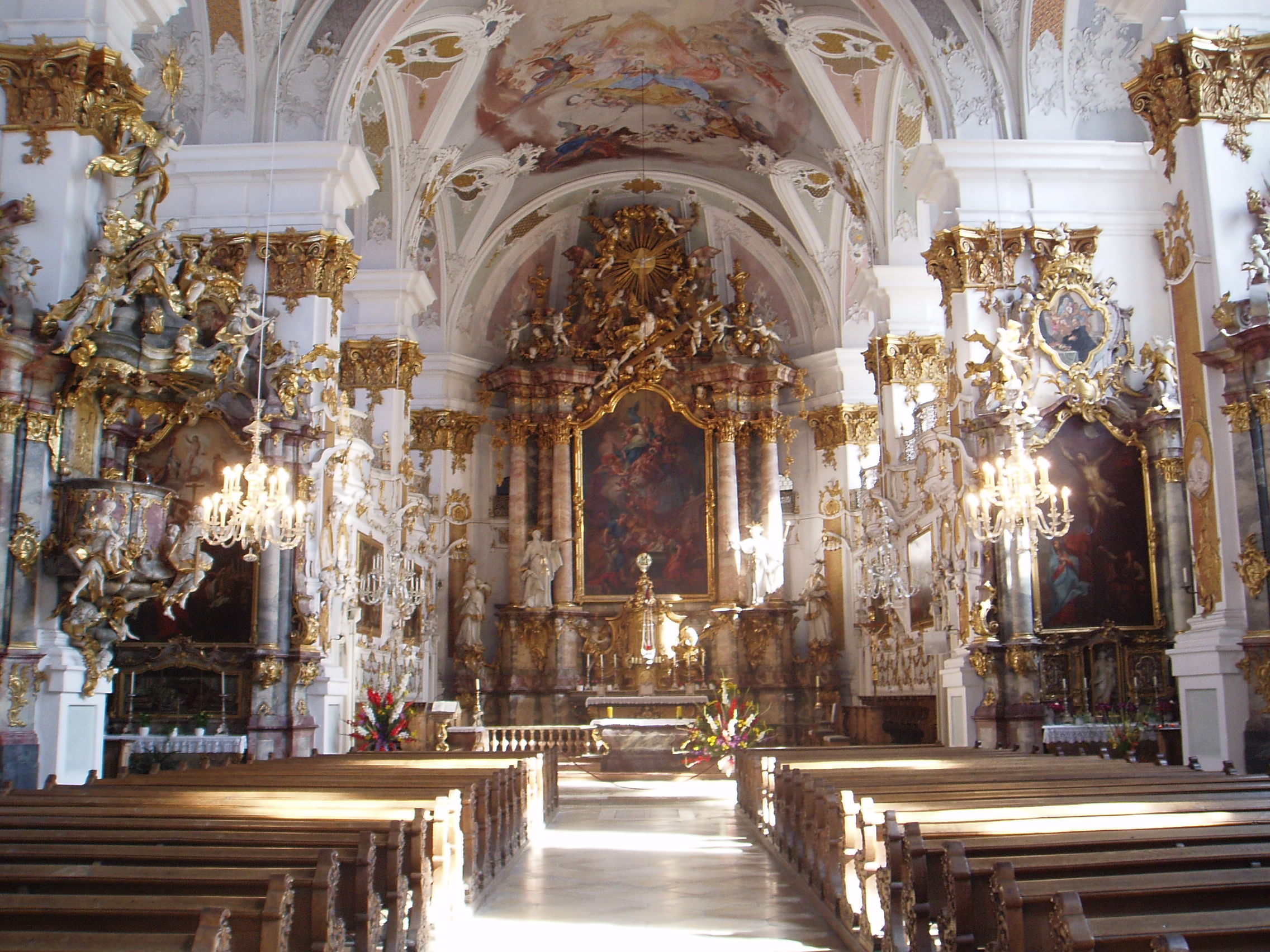
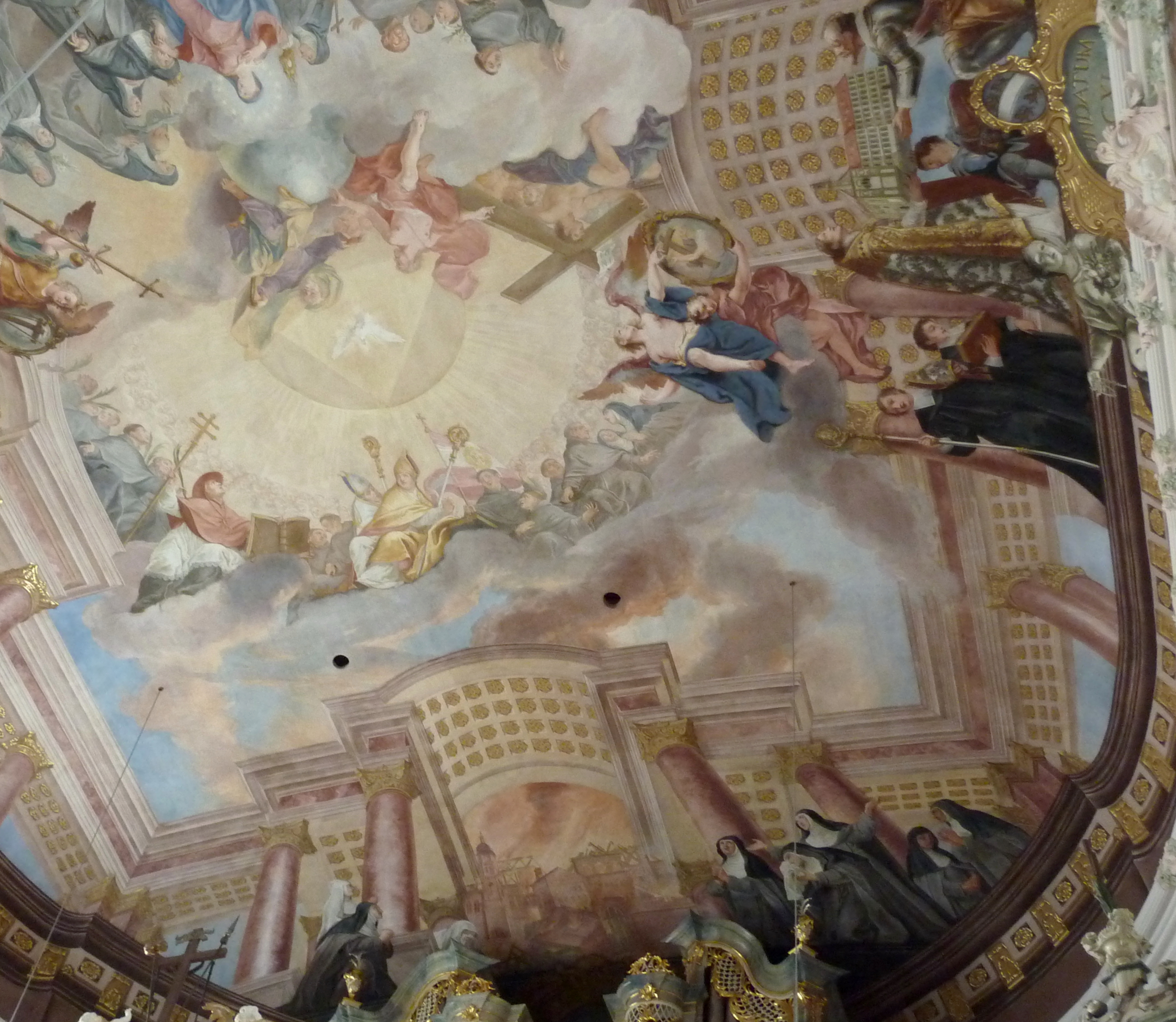
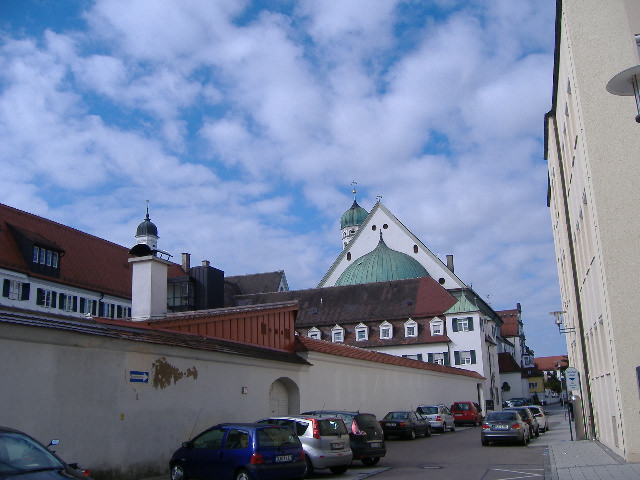
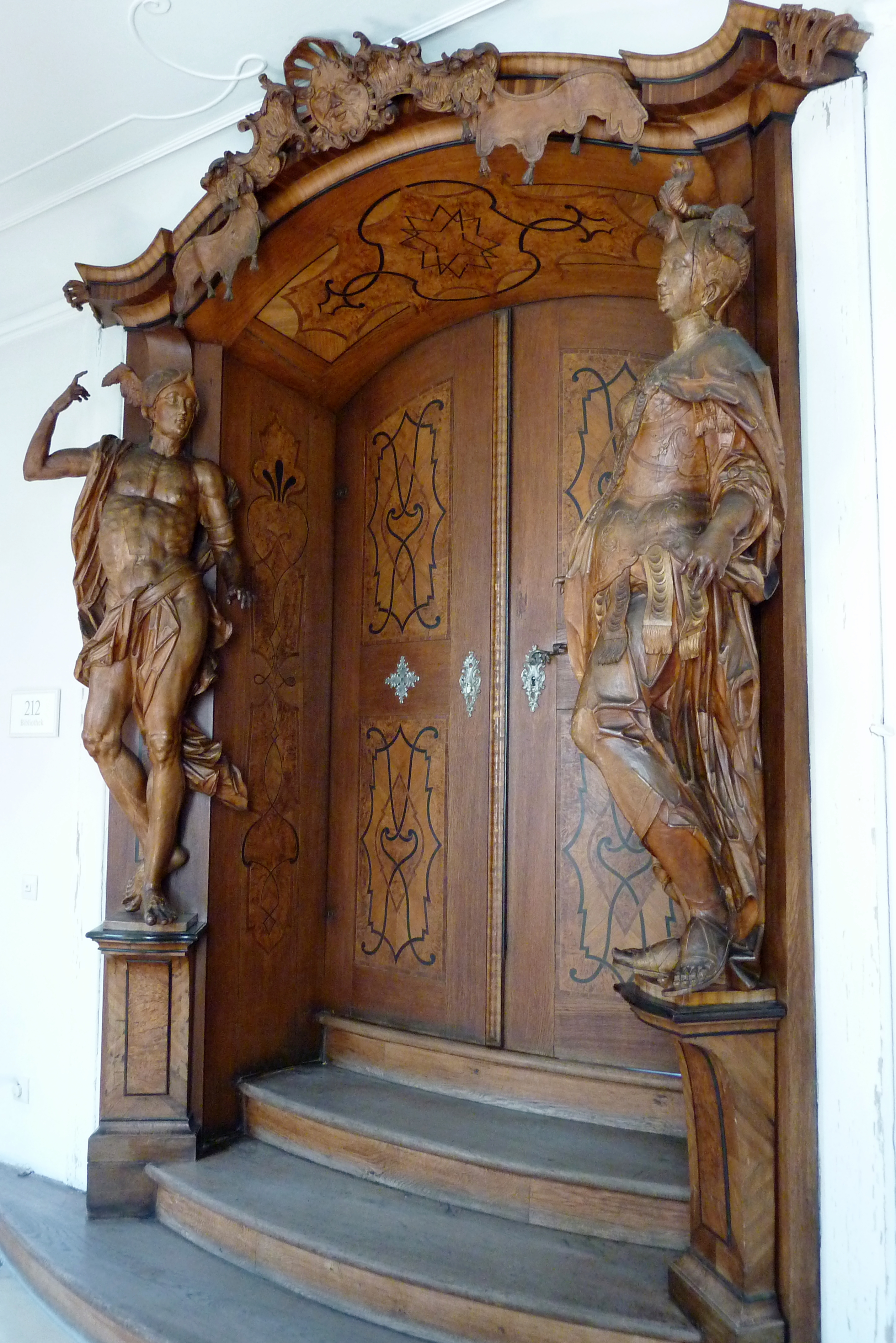

## Népesség
A település népessége az elmúlt években az alábbi módon változott:
| Lakosok száma | 3118 | 6091 | 16 627 | 15 803 | 18 111 | 18 082 | 18 547 | 18 699 | 19 538 | 20 070 |
|               | 1808 | 1925 | 1970   | 1987   | 2012   | 2013   | 2015   | 2017   | 2021   | 2023   |